# Slave to the Rhythm (single)
Slave to the Rhythm was de eerste single van het gelijknamige album van Grace Jones en werd in oktober 1985 op single uitgebracht. In 1994 werd het nummer op cd-single uitgebracht.

## Achtergrond
Het nummer en het album werden geschreven door Bruce Woolley (ex-Buggles), Simon Darlow, Stephen Lipson en Trevor Horn, ook ex-Buggles, die het nummer tevens produceerde. Het was Jones’ eerste album in drie jaar (na Living my Life, 1982) en bestaat uit acht variaties van hetzelfde nummer; de B-kant bevat nog een variant, die nog niet op cd is uitgebracht. Slave to the Rhythm werd een van de grootste commerciële successen voor Grace Jones en geldt als een van haar handelsmerken.
Op het album Slave to the Rhythm is de hitsingleversie veranderd in Ladies & Gentlemen: Miss Grace Jones. Het nummer met de naam Slave to the Rhythm op het album is weer een geheel andere interpretatie, hetgeen ertoe leidde dat de platenmaatschappij Universal Music de verkeerde versie van een van Grace Jones’ grootste hits plaatste op een van de vele "Best of" verzamelaars.
In Nederland was de plaat op vrijdag 18 oktober 1985 Veronica Alarmschijf op Hilversum 3 en werd een gigantische hit in de destijds drie landelijke hitlijsten. De plaat bereikte de 3e positie in de Nederlandse Top 40 en de 4e positie in zowel de Nationale Hitparade als de TROS Top 50. In de Europese Hitlijst op Hilversum 3, de TROS Europarade, bereikte de plaat de 5e positie.
In België bereikte de plaat de 4e positie in zowel de voorloper van de Vlaamse Ultratop 50 als de Vlaamse Radio 2 Top 30. In Wallonië werd géén notering behaald.

## Oorsprong
Slave to the Rhythm was volgens journalist (en betrokkene achter de schermen) Paul Morley oorspronkelijk bedoeld voor Frankie Goes to Hollywood, als een opvolger voor hun single Relax, maar werd uiteindelijk aan Grace Jones gegeven. Het nummer vertoont dan ook overeenkomsten met de, destijds ook door Trevor Horn geproduceerde, muziek van Frankie Goes to Hollywood en Yes. De sound ervan past, samen met het gelijknamige album, in de rij van standaardproducties van Trevor Horn in de periode 1983-1985, bestaande uit “duizelingwekkende variaties op een stukje muziek door het naast elkaar plaatsen van verschillende muzikale elementen in verschillende combinaties”, in de woorden van muziekrecensent Stewart Mason. Hieronder vallen volgens Mason bijvoorbeeld ook Horn-producties als Relax en Two Tribes van Frankie Goes to Hollywood, alsmede de eerste twee albums van The Art of Noise, alle dus door Horn geproduceerd. Volgens Morley werkte Horn eindeloos aan het nummer, in de hoop dat het een van zijn grootste en succesvolste creaties zou worden. Hoewel de top van de hitparades niet werd bereikt, is het toch een favoriet geworden onder de fans van zowel Grace Jones als Trevor Horn.

## Videoclip
De videoclip van Slave to the Rhythm werd geregisseerd door de Franse kunstenaar Jean Paul Goude, indertijd de ongehuwde partner van Grace Jones. De video begint met een voice-over van acteur Ian McShane, die enkele regels voorleest uit een essay van Ian Penman, getiteld The Annihilation of Rhythm. Deze tekst luidt:
"Rhythm is both the songs manacle and its demonic charge. It is the original breath. It is the whisper of unremitting demand. 'What do you still want of me?', says the singer."
Oorspronkelijk zou Orson Welles deze tekst inspreken, zo blijkt uit een recente liveopname waarin McShane kort vertelt hoe hij betrokken raakte bij de single. In het gerenommeerde fish-and-chipsrestaurant Geales in de Londense wijk Notting Hill kwamen Trevor Horn en McShane elkaar tegen en songwriter-producer Horn vroeg hem:
"Ian, Orson Welles is dead, could you do a voice-over for me? I said: sure. And hence was born Slave to the Rhythm."
Als MacShane zich niet vergist (vertelde Horn hem dat Welles echt al overleden was of alleen niet meer beschikbaar?), dan heeft het inspreken van de tekst al snel na Welles' dood (10 oktober 1985) plaatsgehad: Slave to the Rhythm kwam eind van die maand bijvoorbeeld in Nederland op de nationale publieke popzender Hilversum 3 al de Nederlandse Top 40, Nationale Hitparade, TROS Top 50 en de Europese hitlijst TROS Europarade binnen. 
In Nederland werd de videoclip destijds op televisie uitgezonden door de popprogramma's AVRO's Toppop, Countdown van Veronica en Popformule van de TROS.
De videoclip bestaat grotendeels uit fragmenten van diverse reclamespots die Jean Paul Goude in de jaren vóór Slave to the Rhythm maakte, alsmede uit enkele (van Goudes) video’s voor Grace Jones en ander grafisch werk.
De reclamespotjes zijn onder meer:
- Citroën CX GTi 25 Turbo, met Grace Jones in de hoofdrol (1984)[12]
- Orangina
- Lee Cooper/Wrangler jeans (1983)[13]
- Lee Cooper/Wrangler jeans (1985)[14]
- Kodak Kodachrome (1985)[15]
- Overige beelden van Goude

Grace Jones’ videoclips zijn:
- I've Seen That Face Before (Libertango) (1981)[16]
- Pull up to the Bumper (1981)[17]

## Hitnoteringen

### Nederlandse Top 40
| Hitnotering: 26-10-1985 t/m 18-01-1986 | Hitnotering: 26-10-1985 t/m 18-01-1986 | Hitnotering: 26-10-1985 t/m 18-01-1986 | Hitnotering: 26-10-1985 t/m 18-01-1986 | Hitnotering: 26-10-1985 t/m 18-01-1986 | Hitnotering: 26-10-1985 t/m 18-01-1986 | Hitnotering: 26-10-1985 t/m 18-01-1986 | Hitnotering: 26-10-1985 t/m 18-01-1986 | Hitnotering: 26-10-1985 t/m 18-01-1986 | Hitnotering: 26-10-1985 t/m 18-01-1986 | Hitnotering: 26-10-1985 t/m 18-01-1986 | Hitnotering: 26-10-1985 t/m 18-01-1986 | Hitnotering: 26-10-1985 t/m 18-01-1986 | Hitnotering: 26-10-1985 t/m 18-01-1986 |
| Week:                                  | 1                                      | 2                                      | 3                                      | 4                                      | 5                                      | 6                                      | 7                                      | 8                                      | 9                                      | 10                                     | 11                                     | 12                                     |                                        |
| -------------------------------------- | -------------------------------------- | -------------------------------------- | -------------------------------------- | -------------------------------------- | -------------------------------------- | -------------------------------------- | -------------------------------------- | -------------------------------------- | -------------------------------------- | -------------------------------------- | -------------------------------------- | -------------------------------------- | -------------------------------------- |
| Positie:                               | 29                                     | 11                                     | 6                                      | 4                                      | 3                                      | 3                                      | 5                                      | 8                                      | 16                                     | 20                                     | 34                                     | 40                                     | uit                                    |

### Nationale Hitparade
| Hitnotering: 02-11-1985 t/m 11-01-1986 | Hitnotering: 02-11-1985 t/m 11-01-1986 | Hitnotering: 02-11-1985 t/m 11-01-1986 | Hitnotering: 02-11-1985 t/m 11-01-1986 | Hitnotering: 02-11-1985 t/m 11-01-1986 | Hitnotering: 02-11-1985 t/m 11-01-1986 | Hitnotering: 02-11-1985 t/m 11-01-1986 | Hitnotering: 02-11-1985 t/m 11-01-1986 | Hitnotering: 02-11-1985 t/m 11-01-1986 | Hitnotering: 02-11-1985 t/m 11-01-1986 | Hitnotering: 02-11-1985 t/m 11-01-1986 | Hitnotering: 02-11-1985 t/m 11-01-1986 | Hitnotering: 02-11-1985 t/m 11-01-1986 |
| Week:                                  | 1                                      | 2                                      | 3                                      | 4                                      | 5                                      | 6                                      | 7                                      | 8                                      | 9                                      | 10                                     | 11                                     |                                        |
| -------------------------------------- | -------------------------------------- | -------------------------------------- | -------------------------------------- | -------------------------------------- | -------------------------------------- | -------------------------------------- | -------------------------------------- | -------------------------------------- | -------------------------------------- | -------------------------------------- | -------------------------------------- | -------------------------------------- |
| Positie:                               | 6                                      | 5                                      | 4                                      | 6                                      | 7                                      | 6                                      | 9                                      | 14                                     | 15                                     | 29                                     | 38                                     | uit                                    |

### TROS Top 50
Hitnotering: 24-10-1985 (binnen op  #23) t/m 21-11-1985 (laatste uitzending op Hilversum 3). Hoogste notering: 3 weken op #4.

### TROS Europarade
Hitnotering: 07-11-1985 t/m 09-01-1986. Hoogste notering: #5 (1 week).